# HD 5042
HD 5042，又名CD-44 226，SAO 215270、HR 245，是一颗恒星，视星等为6.9，位于銀經302.66，銀緯-73.42，其B1900.0坐标为赤經0h 47m 12.1s，赤緯-44° -73.42′ 10″。